# Kasteel van Dağlı
Het Kasteel van Dağlı (Turks: Dağlı Kalesi) is een kasteelruïne, gelegen in de hedendaagse Turkse provincie
Mersin in het historische Cilicië. 

## Ligging en Bereikbaarheid
Het kasteel ligt op 17 kilometer afstand van Erdemli. De afstand tussen het kasteel en Mersin is 52 kilometer. Hoewel er een autoweg naar het dorp is, is er geen weg die leidt  van het dorp naar het kasteel. Hoewel een klein deel van de oude kasteelweg nog bestaat, is het kasteel alleen toegankelijk via wandelroute en gedeeltelijke klim vanuit het dorp. De hoogte van het dorp is 510 meter, de hoogte van het kasteel is meer dan 900 meter  en het totale wandelroute is ongeveer 2 kilometer.

## Geschiedenis
Het kasteel werd gebouwd tijdens het Romeinse Rijk. Maar het werd pas echt belangrijk, tijdens het Byzantijnse rijk en het Cilicisch-Armenië. Het controleerde waarschijnlijk oude en middeleeuwse karavaanroutes en lag erg strategisch.

## Het Kasteel
Het kasteel ligt op een heuvel met uitzicht op de Karakız-vallei. De meeste gebouwen en de muren liggen in puin. Maar een grote kamer, bekend als de kamer van de koningin is nog gaaf aanwezig. Er zijn ook twee kleine compartimenten waarvan wordt gedacht dat ze een toilet zijn en enkele donkere compartimenten die mogelijk kerkers zijn geweest. Naast de hoofdpoort is er een rotsreliëf met twee soldaten en een zwangere vrouw. Er is ook een sterk beschadigd opschrift. Hoewel men dacht dat het in het Armeens was, konden tot nu toe slechts een paar woorden worden ontcijferd. Volgens professor Bogos Levon Zekiyan zijn slechts vier woorden leesbaar; Deze Zijn zoon, Armeniërs, koning en datum